# Сан Джинезио
Сан Джинѐзио (на италиански: San Ginesio) е малко градче и община в Централна Италия, провинция Мачерата, регион Марке. Разположено е на 693 m надморска височина. Населението на общината е 3746 души (към 2010 г.).